# ديف ويلز
ديف ويلز (بالإنجليزية: Dave Wills)‏ هو لاعب كرة قاعدة أمريكي، ولد في 26 يناير 1877 في شارلوتسفيل في الولايات المتحدة، وتوفي في 13 أكتوبر 1959.

## وصلات خارجية
- ديف ويلز على موقعبيزبول رفرنس.كوم (الدوري الرئيسي) (الإنجليزية)